# San Pascual, Masbate

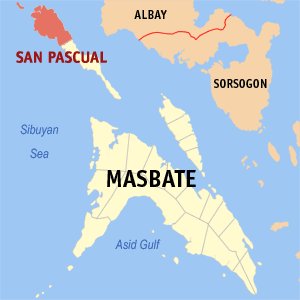
Bản đồ Masbate với vị trí của San Pascual

San Pascual là một đô thị hạng 4 ở tỉnh Masbate, Philippines. Theo điều tra dân số năm 2015 của Philipin, đô thị này có dân số 46.674 người trong.

## Các đơn vị hành chính
San Pascual được chia ra 22 barangay.
| - Boca Chica - Bolod - Busing - Dangcalan - Halabangbaybay - Iniwaran - Ki-Buaya (Rizal) - Ki-Romero (Roxas) - Laurente - Mabini - Mabuhay | - Mapanique - Nazareno - Pinamasingan - Quintina - San Jose - San Pedro - San Rafael - Santa Cruz - Terraplin - Cueva - Malaking Ilog 5 |